# بنیگانیم
بنیگانیم (به اسپانیایی: Benigànim) یک شهرستان در اسپانیا است که در Vall d'Albaida واقع شده‌است.

## خصوصیات
بنیگانیم ۳۳٫۴ کیلومترمربع مساحت و ۶٬۳۶۶ نفر جمعیت دارد و ۱۲۰ متر بالاتر از سطح دریا واقع شده‌است.